# Caustica (ottica)

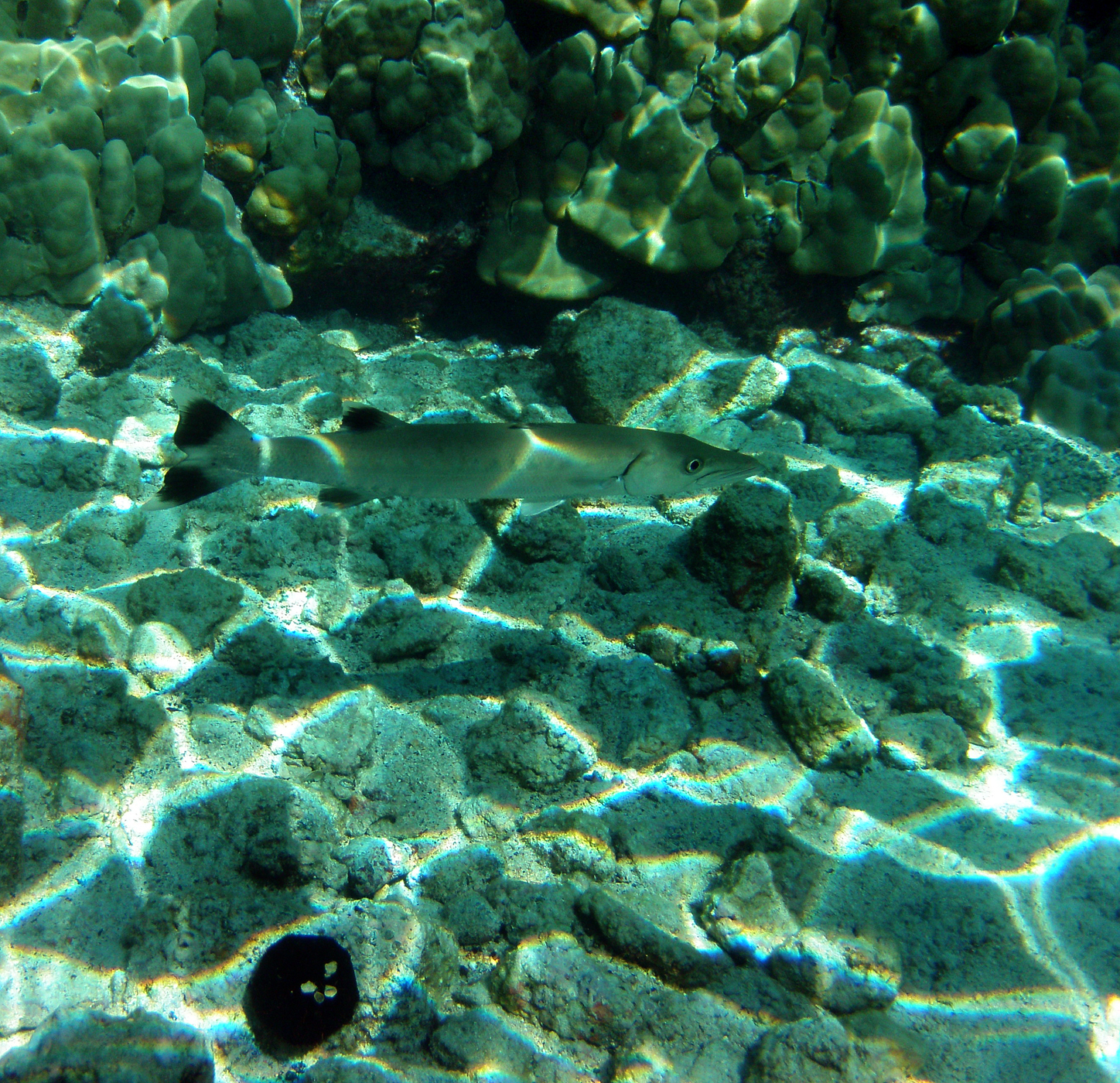
Caustiche prodotte dalla superficie dell'acqua

Le caustiche (dal greco kaustikos, "bruciare") sono entità geometriche formate dalla concentrazione singolare di curve.
Tali curve modellano approssimativamente il comportamento dei raggi luminosi, quando incontrano superfici particolari quali lenti, specchi ricurvi
o zone di un materiale a diverse densità, che generano di conseguenza una differente risposta all'illuminazione. 
Alcuni esempi di caustiche sono i motivi di luce al fondo delle piscine o all'interno di particolari materiali trasparenti o traslucidi, come il vetro o i diamanti.